# Абдуллаев, Абдулла Ельмерданович
Абдулла Ельмерданович Абдуллаев — советский передовик сельскохозяйственного производства, депутат Верховного Совета СССР 1-го созыва (1937—1946).

## Биография

### Детство
Уроженец села Зидьян (Дагестан). Родился в семье крестьян. Кроме него в семье было ещё две девочки. Отец умер в 1920 году. После смерти отца ему пришлось помогать маме.

### Учёба
В 1923-29 гг Абдулла учился в Зидьянской начальной школе. Далее — на курсах ФЗУ при заводе «Дагестанские Огни».

### Трудовая деятельность
С 1935 года — бригадир комсомольско-молодёжной бригады колхоза имени XIII Дагестанской партконференции (село Зидьян Дербентского района). В 1936 году получил на участке площадью 23 га рекордную урожайность твёрдой пшеницы местного сорта Сары-бугда — 50,7 ц/га.
В декабре 1936 года выступал с докладом о достижениях своей бригады на сессии секции зерновых культур Академии сельскохозяйственных наук СССР. Семена пшеницы сорта Сари-Бугда были приняты для испытаний на полях Академии. Опыт бригады Абдуллаева широко распространялся в Дагестане в 1930-х годах.
Был избран депутатом Верховного Совета СССР 1-го созыва от Дагестанской АССР в Совет Национальностей в результате выборов 12 декабря 1937 года в Дербентском округе.
В 1938-39 гг. — председатель колхоза «Большевик» Дербентского района.
В феврале 1939 года избран членом бюро Дагобкома ВЛКСМ. Выбыл из состава бюро Дагобкома ВЛКСМ в сентябре 1939 года.
В 1939 году был направлен на учёбу во Всесоюзную академию Соцземледелия в Москву, которую окончил в 1941 году.
В январе 1941 года по ходатайству Наркомзема ДАССР назначен Управляющим Дагестанской конторы Госсортфонда Наркомзема ДАССР.

### Военная служба
В июне 1941 года освобождён от работы и зачислен в ряды РККА. Погиб на фронте, в 1942 году.
Смертью храбрых от отравленной фашистской пули погиб славный сын нашего народа, избранник народов Дагестана в депутаты Верховного Совета СССР, наш незабвенный друг Абдулла Абдуллаев